# Profile Records
Profile Records foi uma gravadora fundada por Cory Robbins e Steve Plotnicki. Em 1983 eles contrataram o Run-D.M.C. e se tornaram uma gravadora basicamente de hip-hop. Em 1995 Plotnicki se tornou o único dono do selo e o renomeou para Profile Entertainment enquanto Robbins abriu a Robbins Entertainment.  Plotnicki permaneceu com o selo até sua venda em 1997. Depois de uma disputa entre a Tommy Boy Records e a BMG/Arista Records, a última venceu e tudo que estava fora de catálogo foi relançado com número de catálogo da BMG. Alguns novos produtos foram lançados desde então, mas fechou suas portas e todos seus artistas se tornaram parte do catálogo da Arista. Todo o catálogo, exceto por Run-D.M.C. e DJ Quik, está, agora, fora de circulação. Os escritórios que eram ocupados são agora da Koch Records.  Os discos da Profile Records continuam sendo relançados em reedições através do selo Legacy Recordings, pertencente a Sony BMG.

## Origens
Em 1980, aos 23 anos de idade, depois de trabalhar por um breve período para a MCA Records, Cory Robbins tentava abrir sua própria gravadora. Convidou o letrista e amigo Steve Plotnicki para ser seu parceiro.  Cada um conseguiu $17.000 de seus pais e a Profile Records tinha nascido.  O pequeno escritório foi aberto na 250 West 57th Street Nova Iorque em 1 de Maio de 1981.  Ao contrário do mito urbano que Robbins e Plotnicki compraram a gravadora da MCA e que a gravadora era um braço da Panorama Records, a Profile começou e permaneceu como uma gravadora independente até que Plotnicki a dissolveu em 1997.
Somente com o lançamento do single "Genius Rap" de Dr. Jeckyll & Mr. Hyde conseguiram um escape financeiro e não foram a falência por meros $2.000.  Com "Seasons of Gold" de Gidea Park, a gravadora alcançou seu primeiro sucesso a entrar na Billboard Hot 100.  A partir daí, o sucesso comercial veio com artistas atingindo a marca de ouro e platina (ver RIAA). Exemplos destes artistas: Dana Dane, Twin Hype, Run-D.M.C., Poor Righteous Teachers, Nemesis e Paul Hardcastle.

## Sucesso
O maior sucesso da Profile foi Run-D.M.C. que foi apresentado a Robbins quando Russell Simmons lhe enviou um cassete de "It's Like That". Robbins os contratou logo depois e a lenda tinha nascido.

### Rap da Costa Oeste
Só após o sucesso de Young MC e Tone Loc a Profile decidiu abrir as portas para os rappers da Costa Oeste e de Houston que provaram ser um lucrativo investimento.

## O fim de uma Era
Trinta anos atrás, como novos proprietários de uma gravadora, Robbins e Plotnicki acharam que um aperto de mão era o suficiente para selar a parceria de ambos, mas isso provou ser um problema anos mais tarde. Não havia um contrato da propriedade do selo e no final da existência do selo, mal se olhavam. Robbins deixou a companhia em 1994 e em 1997 a Profile, como conhecida anteriormente, deixou de existir. Consequentemente, a separação dos, até então parceiros, foi além dos negócios e afetou a vida pessoal de ambos. Robbins, em 2008 disse que não tinha arrependimentos "exceto por ocasionais perdas, foi uma boa experiência, uma experência positiva e eu não mudaria nada"

## Artistas

### Artistas de Hip-Hop
- Caveman
- Asher D & Daddy Freddy
- Camp Lo
- Dana Dane
- DJ Quik
- Special Ed
- Rob Base and DJ E-Z Rock
- Nemesis
- Poor Righteous Teachers
- Derek B
- Run-D.M.C.
- 2nd II None
- 52nd Street
- Nine
- Potna Deuce
- Rake
- Ron C
- Ganksta C
- Da Funky Rebels
- Crusaders for the Real Hip Hop
- Surf MC's
- Joint Ventures
- King Sun
- Sweet Tee

### Artistas de Rock, Eletrônico e Reggae
- Murphy's Law
- Cro-Mags
- Plasmatics
- Leeway
- Paul Hardcastle
- Barrington Levy
- Sharon Brown
- Judy Torres